# The Cat Concerto
The Cat Concerto es un cortometraje animado de la serie Tom y Jerry, producido en Technicolor y estrenado el 22 de abril de 1947 por Metro-Goldwyn-Mayer. Fue producido por Fred Quimby y dirigido por William Hanna y Joseph Barbera, con la supervisión musical de Scott Bradley y animación de Kenneth Muse, Ed Barge y Irven Spence. El corto ganó el Óscar al mejor cortometraje animado de 1946, siendo el cuarto de Tom y Jerry.
En 1994, apareció en el puesto número 42 de la lista 50 Greatest Cartoons, la cual se basó en los votos de aproximadamente 1000 personalidades de la industria de la animación.

## Trama
La trama gira en torno a un concierto formal, donde Tom, un virtuoso del piano está dando un recital de la Rapsodia húngara n.º 2 de Franz Liszt. Jerry, que estaba durmiendo dentro del piano, es despertado bruscamente por la música. El ratón sube y comienza a dirigir a Tom con las manos, pero Tom no tolera esto y quita rápidamente a Jerry del piano. Así comienza el conflicto entre el gato y el ratón que se mantiene durante el cortometraje. Tom continúa tocando sin interrupciones solo hasta que Jerry las provoca.
Jerry aparece bajo una de las teclas y Tom lo aprieta repetidas veces. El gato continúa tocando, pero cuando deja de hacerlo unas teclas siguen sonando. Tom se asoma y descubre que Jerry estaba utilizando los martillos para molestarlo. Tom golpea a Jerry con una varilla de metal, pero el ratón se venga aplastando los dedos de Tom con la tapa del piano. Posteriormente, el ratón intenta cortar los dedos de Tom con unas tijeras cuando este va a tocar las teclas, pero falla. Luego, Jerry cambia algunas teclas por una ratonera y Tom cae en ella.
Jerry entra al piano y Tom lo busca mientras toca con las patas traseras. Cuando el gato vuelve a tocar con las manos, la canción cambia abruptamente de la 2ª Rapsodia Húngara a "On the Atchison, Topeka, and the Santa Fe", debido a que Jerry estaba bailando sobre los martillos. Tom agarra a Jerry y lo echa dentro de su asiento, pero el ratón manipula los controles del asiento y deja caer a Tom de cara sobre las teclas.
Tom continúa tocando y deja a Jerry entre los martillos. Los martillos comienzan a golpear a Jerry repetidas veces, hasta que el ratón rompe dos. Con los martillos, Jerry toca una versión mucho más rápida de la canción y Tom trata de seguirla para que nadie se dé cuenta que las teclas hacen música sin que él las toque. Tras algunos segundos, el gato cae rendido y la canción termina. Jerry sale del piano para recibir los aplausos del público.

## Recepción
El cortometraje fue incluido en el puesto 42 del libro 50 Greatest Cartoons de Jerry Beck, quien seleccionó los 50 mejores dibujos animados de la historia según los votos de personas ligadas al mundo de la animación. En 2008, la revista Empire llevó a cabo una encuesta entre lectores y críticos de cine para seleccionar las 500 mejores películas de todos los tiempos, y The Cat Concerto fue ubicado en el puesto 434.

## Controversia
El estudio de animación de Warner Bros. estrenó un cortometraje bastante parecido el mismo año en que MGM estrenó The Cat Concerto. El corto, llamado Rhapsody Rabbit, tenía una trama similar a The Cat Concerto, con la diferencia que lo protagonizaba Bugs Bunny en vez de Tom y el puesto de Jerry era ocupado por un ratón anónimo. Además, la pieza utilizada en ambos es la misma, la Rapsodia húngara n.º 2 de Franz Liszt. Tanto MGM como Warner Bros se acusaron entre sí de plagio, luego que ambos cortos fueran mostrados en la ceremonia de los Óscar de 1947.